# Lac Rigolo
Le lac Rigolo est un plan d'eau douce à la tête de la rivière Mistassibi Nord-Est de la rive Nord-Ouest du fleuve Saint-Laurent, dans le territoire non organisé de Passes-Dangereuses, dans la municipalité régionale de comté (MRC) de Maria-Chapdelaine, dans la région administrative de la Saguenay–Lac-Saint-Jean, dans la province de Québec, au Canada.
La foresterie constitue la principale activité économique du secteur ; les activités récréotouristiques, en second,,.
La surface du lac Rigolo est habituellement gelée de la mi-novembre à la mi-avril, toutefois la circulation sécuritaire sur la glace se fait généralement du début de décembre à la fin de mars.

## Géographie
Les principaux bassins versants voisins du lac Rigolo sont :
- côté Nord : lac Dubray, lac de Bransac, rivière Péribonka, lac Palairet, rivière Savane, lac Bussy ;
- côté Est : lac Pontiac, lac Gazeau, rivière Saint-Onge, rivière Péribonka, lac Péribonka, Petit lac Onistagane, lac Onistagane ;
- côté Sud : lac Machisque, lac Piraube, lac Maupertuis, rivière du Sapin Croche, rivière Mistassibi Nord-Est, rivière Péribonka, lac Péribonka, rivière de l'Épinette Rouge ;
- côté Ouest : rivière Mistassibi, rivière Daniel, lac De Vau, rivière Témiscamie, lac Albanel[1].

Le lac Rigolo comporte une longueur de 3,4 km, une largeur de 0,9 km et une altitude de 552 m.
L'embouchure du lac Rigolo est localisé sur la rive Est de la partie Sud du lac, soit à :
- 25,6 km à l'Est du lac Témiscamie ;
- 13,6 km à l’Est du cours de la rivière Mistassibi ;
- 47,6 km au Nord-Ouest de l’embouchure de la décharge du lac Piraube ;
- 48,0 km au Nord-Ouest du lac Onistagane ;
- 66,0 km à l’Ouest du lac Manouane ;
- 164,8 km au Nord-Ouest de l’embouchure de la rivière Mistassibi Nord-Est ;
- 236 km au Nord de l'embouchure de la rivière Mistassibi (confluence avec la rivière Mistassini) ;
- 255 km au Nord de l'embouchure de la rivière Mistassini (confluence avec le lac Saint-Jean)[1],[4].

À partir de l’embouchure du lac Rigolo, le courant descend sur 144,9 km vers le Sud le cours de la rivière Mistassibi Nord-Est ; sur 99,2 km vers le Sud le cours de la rivière Mistassibi ; sur 23,3 km vers le Sud le cours de la rivière Mistassini ; traverse le lac Saint-Jean vers l’Est sur 44,0 km ; puis emprunte sur 155 km le cours de la rivière Saguenay vers l’Est jusqu'à la hauteur de Tadoussac où il conflue avec le fleuve Saint-Laurent.

## Toponymie
Le toponyme « lac Rigolo » a été officialisé le 3 octobre 1972 par la Commission de toponymie du Québec.